# 北倫敦

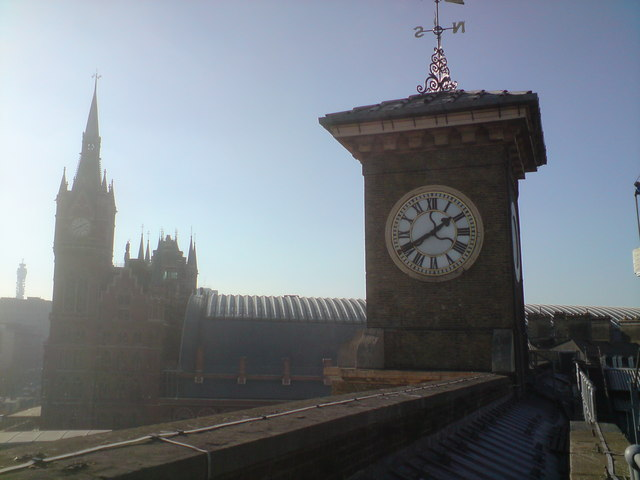
國王十字車站和聖潘克拉斯車站。北倫敦的興起很大程度上要歸功於鐵路的到來。

北倫敦（英語：North London）是英國英格蘭倫敦的北部地區，一般多指倫敦位於泰晤士河北岸的地區，和南倫敦相對。北倫敦是倫敦的歷史中心區，倫敦金融區和倫敦的大部分捷運路線都位於北倫敦。

## 外部連結
- Time Out editors. . Time Out London. 1 May 2009  [2015-01-20]. （原始内容存档于2012-10-16）.
- Alan Rutter and Peter Watts. . Time Out London. 13 December 2005  [2015-01-20]. （原始内容存档于2011-06-07）.